# Bestandsanalyse
En bestandsanalyse er en biologisk analyseform hvor man tæller alle individer i en bestand, som findes inden for en given arealenhed.
Analysen kan eventuelt suppleres med en mere langvarig kontrol, som måler balancen mellem nytilkomne og døde individer for at vurdere bestandens udvikling. Endelig kan man undersøge genpuljen i bestanden og sammenligne den med puljen hos en tilsvarende bestand i et andet geografisk område.
Et eksempel på sådan en analyse har man i overvågningen af orkidebiotopen på Møns Klint.